# 개줄덩굴
개줄덩굴은 국화목 국화과의 식물이다. 이 식물은 유럽과 아시아가 원산지이다.

## 특징

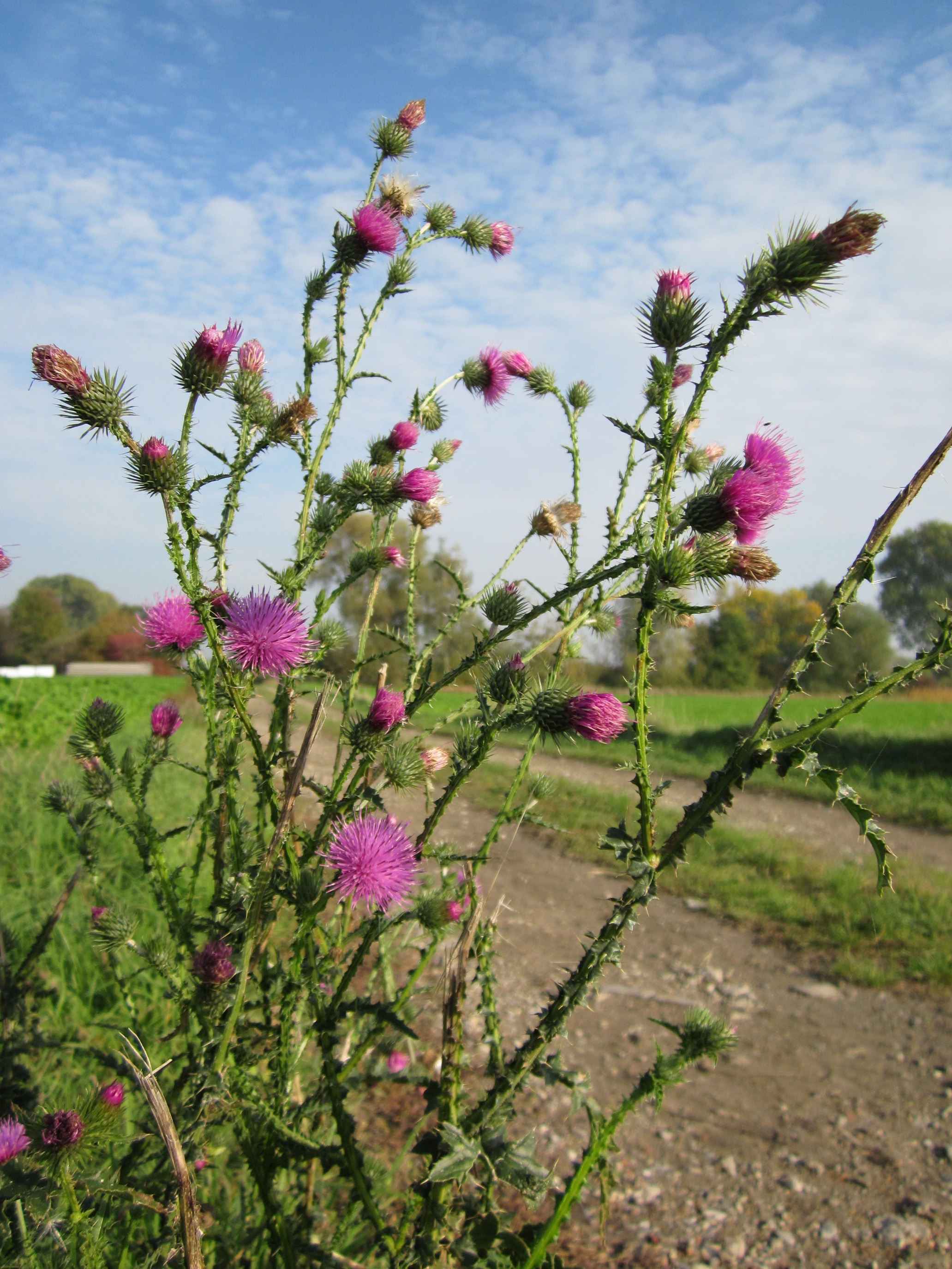

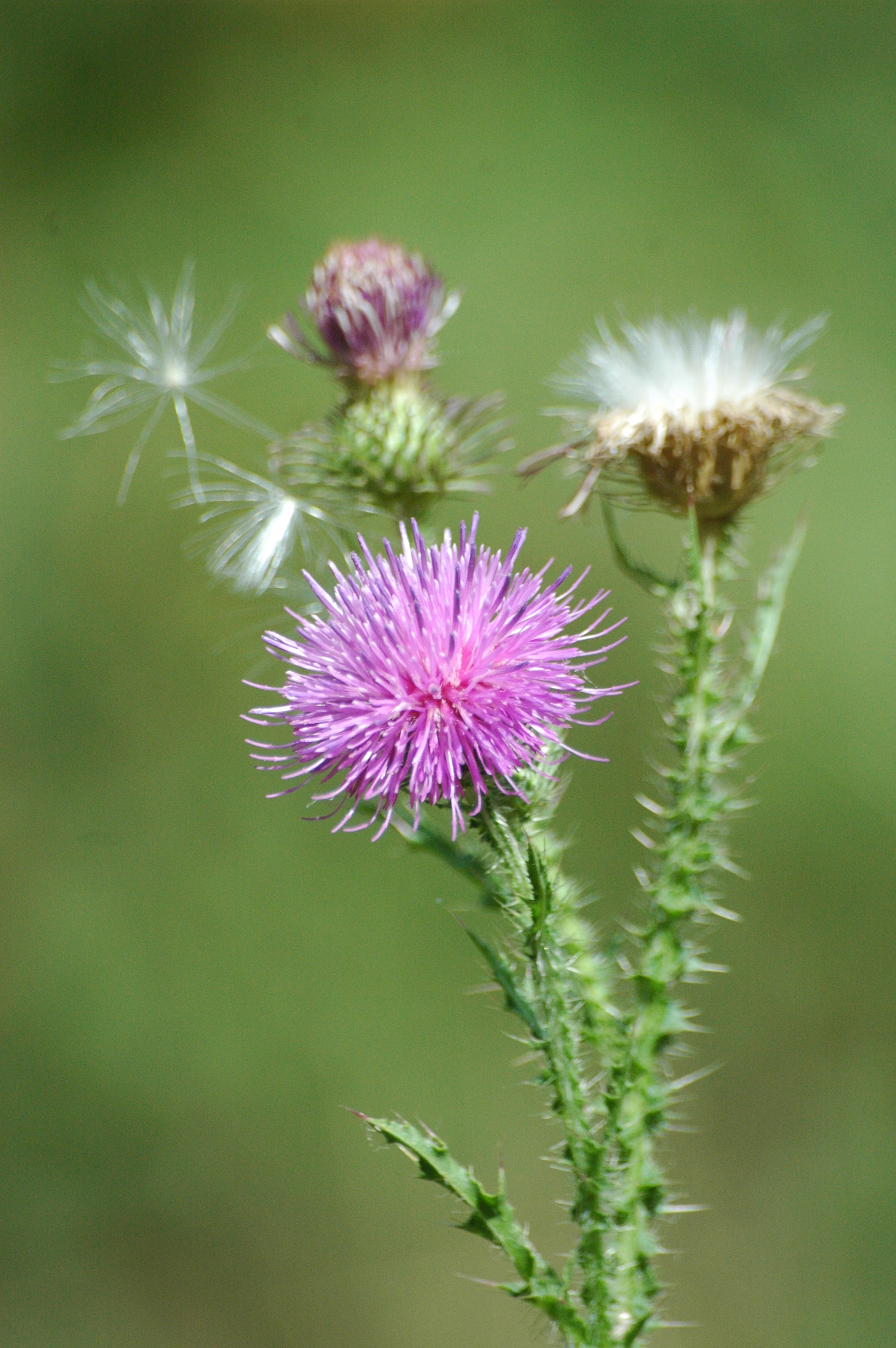

개줄덩굴의 높이는 2m를 초과할 수 있으며, 잡초를 형성할 수 있다. 줄기와 잎은 때때로 털과 가시로 덮여있다.
줄기의 각 지점에서 둥글고 뾰족한 총포로 덮여있는 1개의 꽃이 피고, 가늘고 긴 보라색 열매를 맺는다. 수과의 길이는 2~3mm이고, 희미한 세로 줄무늬가 있다. 관모의 길이는 11-13mm이다.